# 蒂爾 (荷蘭)

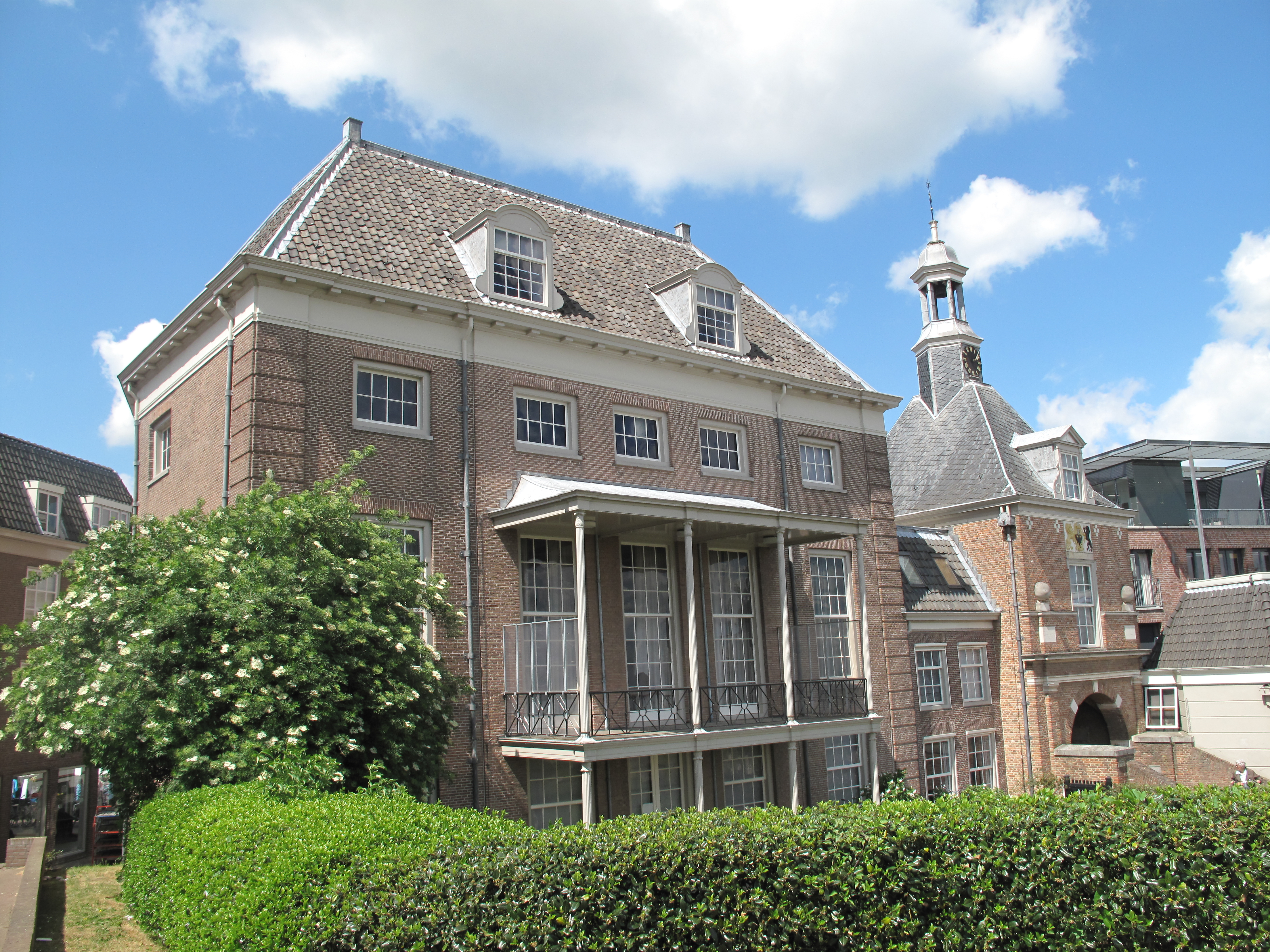

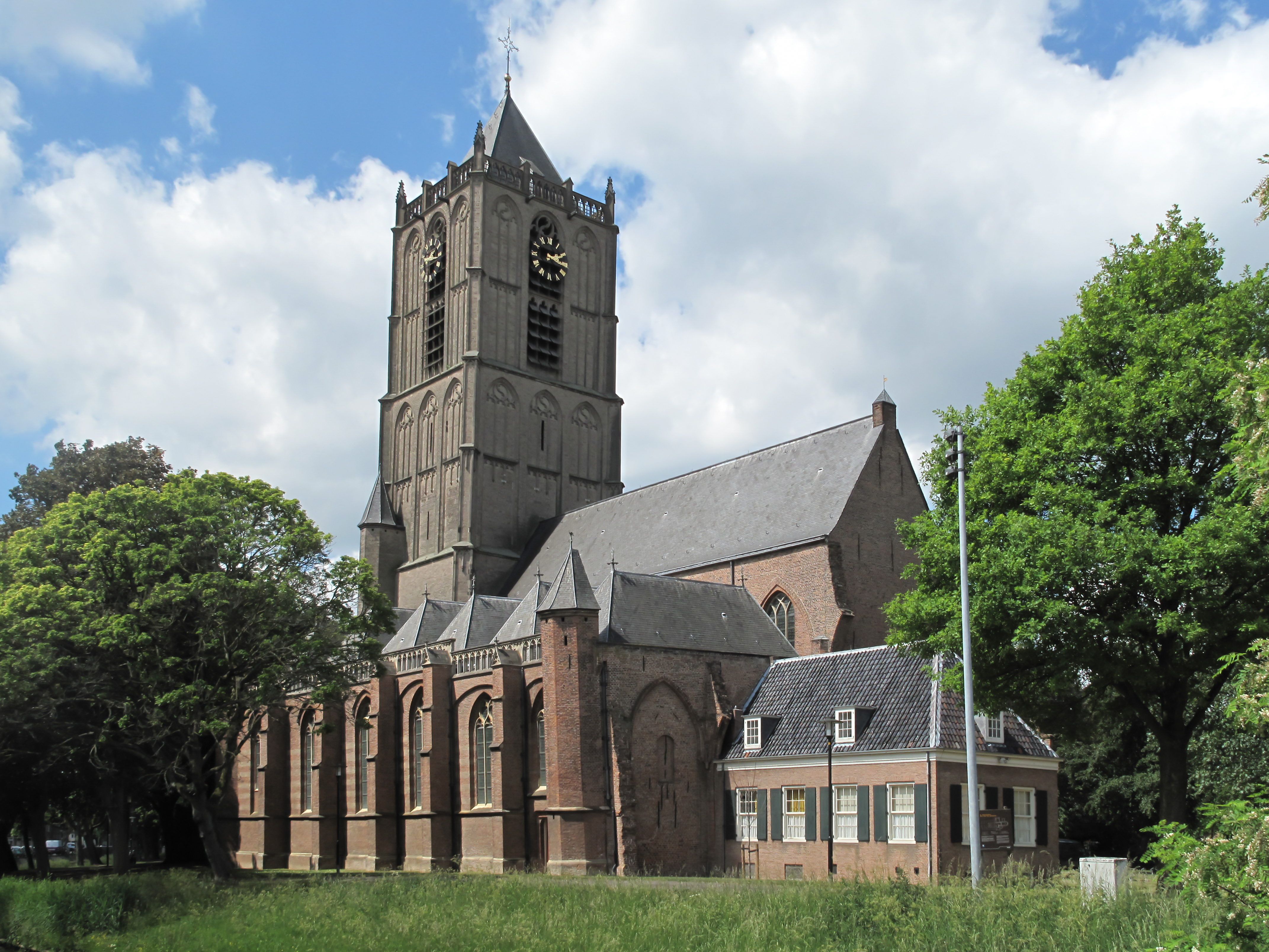

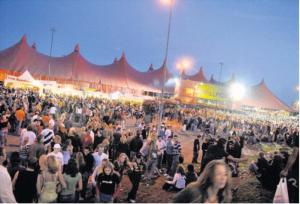

蒂爾（荷蘭語：Tiel）:873是荷蘭的市镇，位於該國中部，由海爾德蘭省負責管轄，面積34.84平方公里，盛產蘋果、梨、覆盆子、歐洲酸櫻桃等水果，2007年人口41,184，人口密度為每平方公里1,275人。

## 外部連結
- 官方网站

51°53′N 5°26′E / 51.883°N 5.433°E